# 蘇聯潛艇M-256
M-256是蘇聯海軍的615型（北約代號：「魁北克級」）短程柴油攻擊型潛艦，被編入波羅的海艦隊。1957年9月26日，在波羅的海芬蘭灣的烈風條件下航行時，M-256的一台柴油發動機發生爆炸。火勢立即吞噬了柴油艙，並很快蔓延到下一個艙室。潛艦浮出水面，由於可能發生進一步爆炸，所有船員疏散到甲板上。火災開始大約四個小時后，船身突然失去了縱向穩定性，隨即沉沒。在船甲板上的35人中，只有7人獲救。